# Nelsonia (Acanthaceae)
Nelsonia là chi thực vật có hoa trong họ Acanthaceae.
Các loài trong chi này là bản địa khu vực nhiệt đới và ôn đới châu Á, Australasia, nhiệt đới châu Phi. Một loài (N. canescens) đã du nhập sang châu Mỹ.

## Từ nguyên
Nelsonia được đặt theo tên của David Nelson (?- 20/7/1789), nhà thực vật học kiêm nhà làm vườn người Anh, người tham gia vào chuyến thám hiểm lần thứ ba (1776-1780) của James Cook (1728-1779) và chuyến thám hiểm trên tàu HMS Bounty do William Bligh (1754-1817) chỉ huy, mất tại đảo Timor, vài ngày sau khi đến Kupang do sốt.

## Các loài
- Nelsonia canescens (Lam.) Spreng., 1824 - Loài điển hình.
- Nelsonia gracilis Vollesen, 1994.
- Nelsonia smithii Oerst., 1854.

## Phát sinh chủng loài
Nelsonia là nhánh cơ sở nhất trong Nelsonioideae. Quan hệ trong phân họ này là Nelsonia + [Elytraria + [Staurogyne + [Saintpauliopsis + Anisosepalum]]].